# Stathmopoda malacanthes
Stathmopoda malacanthes is een vlinder uit de familie Stathmopodidae. De wetenschappelijke naam van de soort is voor het eerst geldig gepubliceerd in 1938 door Meyrick.